# New Auburn (Wisconsin)
New Auburn es una villa ubicada en el condado de Chippewa en el estado estadounidense de Wisconsin. En el Censo de 2010 tenía una población de 548 habitantes y una densidad poblacional de 62,4 personas por km².

## Geografía
New Auburn se encuentra ubicada en las coordenadas 45°11′55″N 91°33′58″O / 45.19861, -91.56611. Según la Oficina del Censo de los Estados Unidos, New Auburn tiene una superficie total de 8.78 km², de la cual 8.78 km² corresponden a tierra firme y (0%) 0 km² es agua.

## Demografía
Según el censo de 2010, había 548 personas residiendo en New Auburn. La densidad de población era de 62,4 hab./km². De los 548 habitantes, New Auburn estaba compuesto por el 97.26% blancos, el 0.18% eran afroamericanos, el 0.18% eran amerindios, el 0.36% eran asiáticos, el 0% eran isleños del Pacífico, el 0% eran de otras razas y el 2.01% pertenecían a dos o más razas. Del total de la población el 0% eran hispanos o latinos de cualquier raza.